# 橋本力
橋本 力（はしもと ちから、1981年11月21日 - ）は、日本人プロボクサー。元タイ国スーパーフライ級チャンピオン。宮崎県宮崎市出身。Fukuokaボクシングジム所属。福岡県立玄洋高等学校卒業。

## 来歴
- 2000年7月30日、プロデビュー。橋本和聖（G16)に4RKO勝ち。
- 2002年11月10日、西部日本バンタム級新人王として、全日本新人王決定戦西軍代表決定戦に出場。李光輝（グリーンツダ）に6RKO負けし準優勝に終わる。
- 2004年6月9日、タイ王国スーパーフライ級王座決定戦に挑戦。ノーンカイ・パコンビュージムに10R判定勝ちし獲得。
- 2004年10月27日、タイ国スーパーフライ級王座初防衛戦をタイで行う。8月8日に日本で一度勝っているペッチクローンパイ・ソータイチップに10R判定負け。同王座を失う。
- 2007年6月21日、タイ王国バンタム級王者ガオナー・クロンパジョンに挑戦し、前人未到のタイ王国二階級制覇を狙うも、1RKOで敗れ戴冠ならず。
- 2009年4月12日、約2年ぶりの復帰戦に挑むも、新鋭、蔦谷貴法（協栄）に3RKOに敗れる。
- 2011年2月13日、元日本ライトフライ級6位大神淳二（フジタ）に倒し倒され激戦の末、7RKO勝ち。

## 戦績
- プロボクシング:32戦26勝(11KO)5敗1分

## 獲得タイトル
- 2002年西日本バンタム級新人王戦準優勝
- タイ王国スーパーフライ級王座